# Casa Otlet

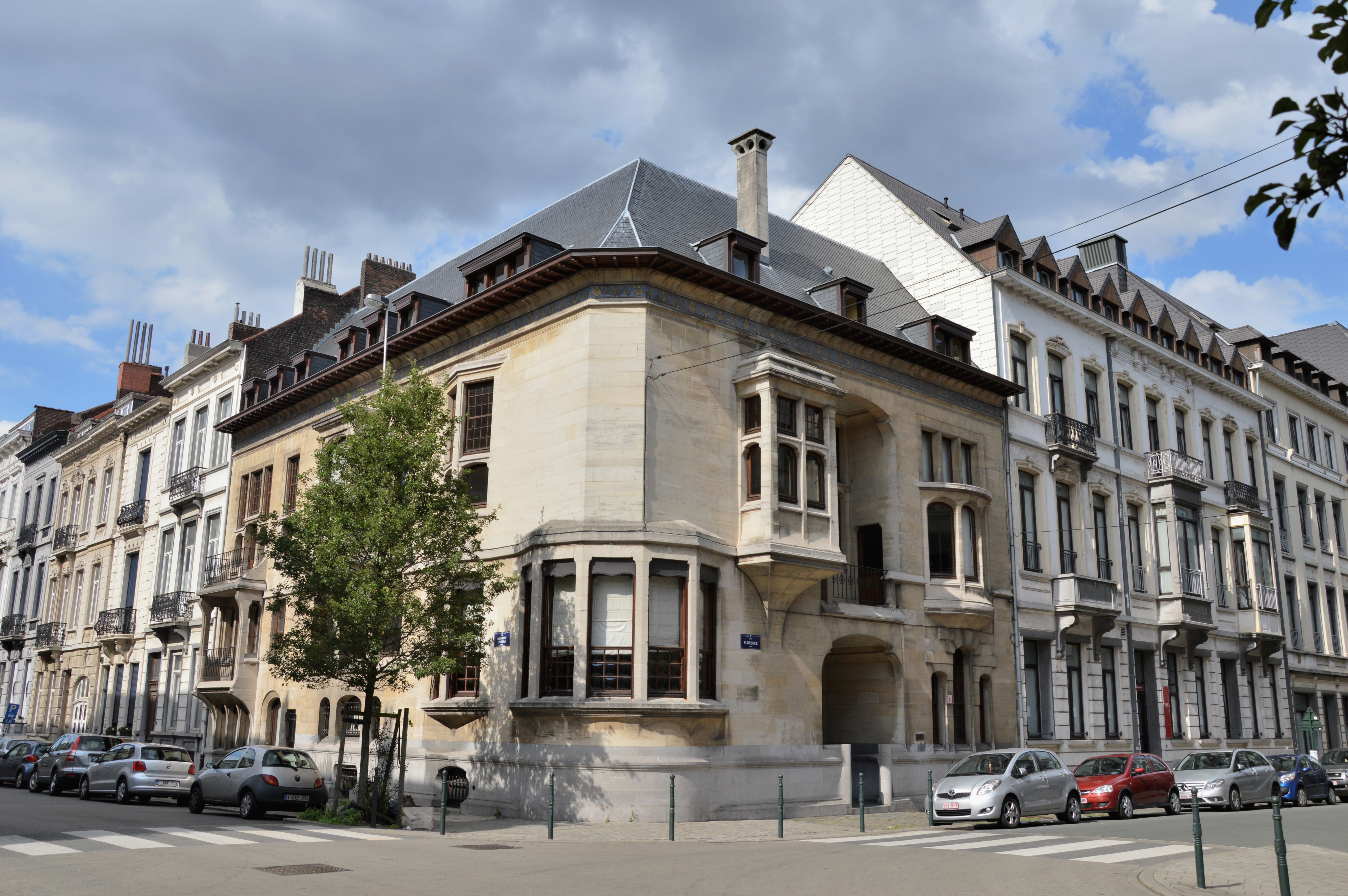
Octave Van Rysselberghe, Casa Otlet, Bruxelas, 1894-1898.

A Casa Otlet é um edifício Art nouveau situado em Bruxelas pelo arquitecto Octave Van Rysselberghe (1855-1929) em colaboração com Henry van de Velde (1863-1957) para a decoração interior (trabalhos em madeira, vitrais, ...).

## Histórico
A Casa Otlet foi construída entre 1894 e 1898 para o autor, jurista e activista socialista Paul Otlet (1868-1944).
O edifício foi classificado como "monumento" em 1984 e restaurado em 2001-2003. Hoje, é um um escritório de advogados dirigido por Alain Berenboom, advogado especialista em direitos autorais e também autor de romances.

## Localização
A Casa Otlet é situada em Bruxelas na esquina das ruas de Livourne (n°48) e de Florence (n°13). Na mesma rua, o arquitecto Van Rysselberghe construiu a sua casa pessoal (Rua de Livourne n°83). Este bairro abriga um número importante de obras-primas da arquitectura Art nouveau de Bruxelas como :  Casa Solvay, Casa Tassel, Casa Hankar, etc.

## Arquitectura exterior

### Estilo
Como as outras realizações de Octave Van Rysselberghe, a casa Otlet é edificada no estilo Art nouveau mas de forma bastante sóbria ao contrário da arquitectura mais excessiva de alguns arquitectos como Gustave Strauven.

### Materiais de construção
A casa é construída em pedra de calcário chamada "pierre de Savonnières" de cor dourada e que vem da região francesa da Lorena, excepto a parte baixa que é realizada em pedra azul (silhar) da Bélgica.

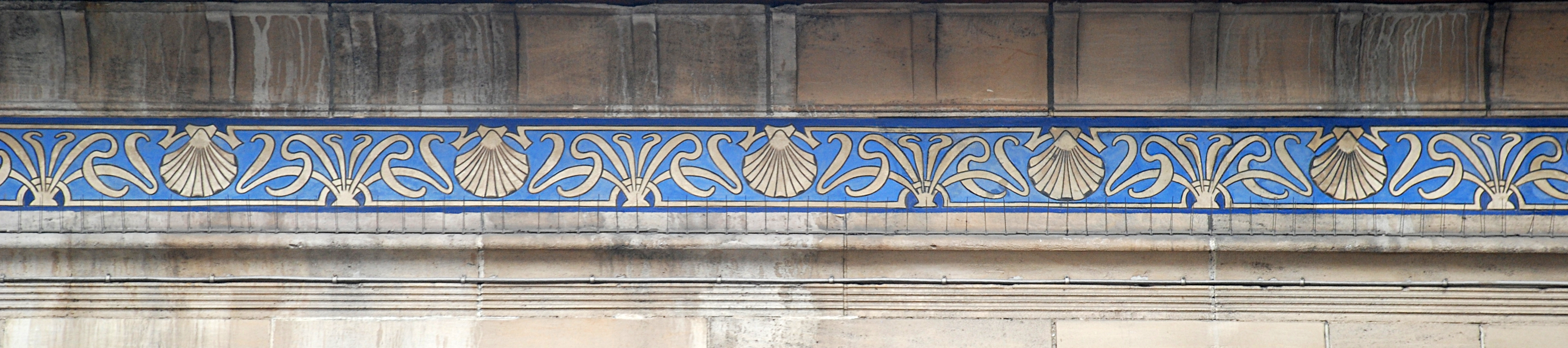
O friso Art nouveau so la corniche